# ترما ارینتالیس
ترما ارینتالیس (نام علمی: Trema orientalis) نام یک گونه از سرده ترما است.

## نگارخانه

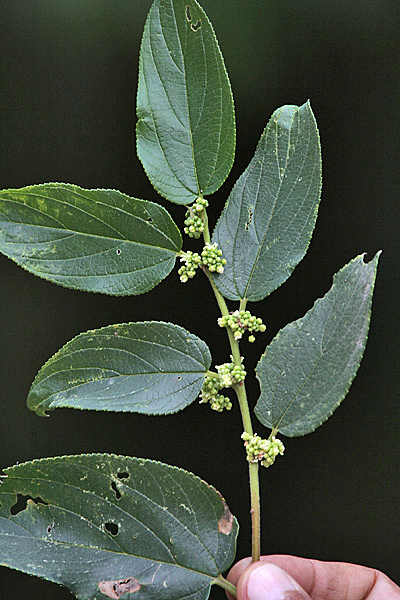
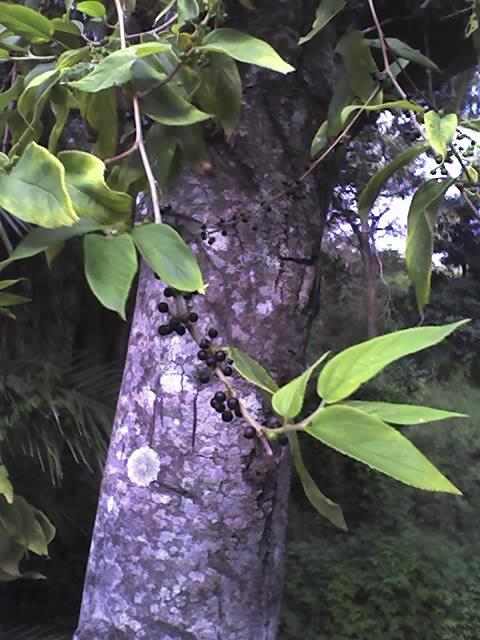
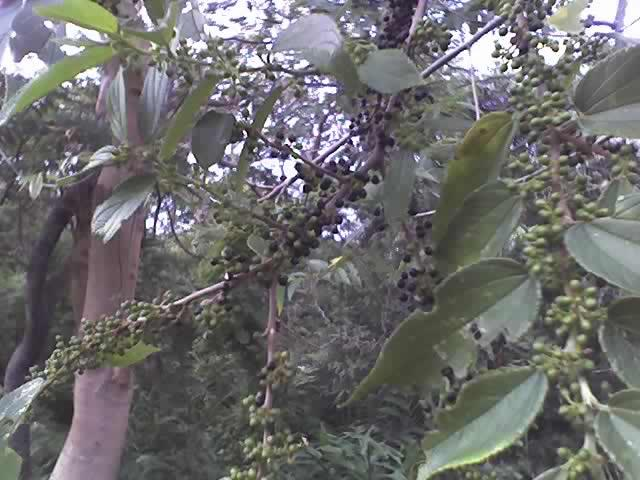
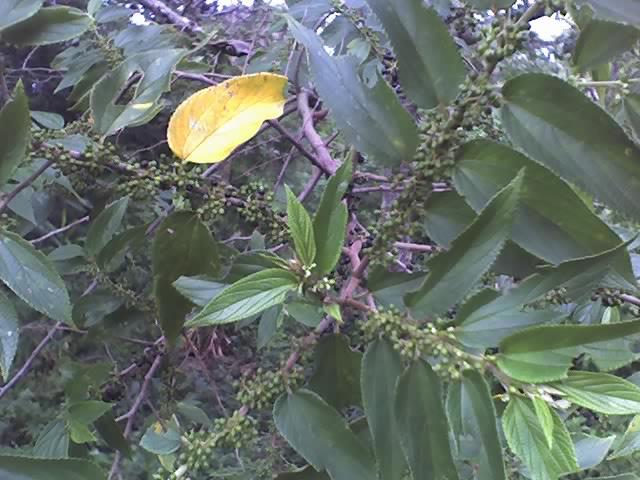